# Youssouf Fadiga
Pour les articles homonymes, voir Fadiga.
Youssouf Fadiga est un analyste financier et banquier ivoirien. Il est le directeur général de la Banque nationale d'investissement depuis septembre 2018.
Il fait partie des 100 personnalités qui transforment l’Afrique d'après le magazine Financial Afrik.

## Biographie
Youssouf Fadiga effectue son cycle secondaire au lycée scientifique de Yamoussoukro où il obtient un baccalauréat série C. Il intègre ensuite l'EDHEC Business School de Nice où il devient ingénieur financier. Il est aussi titulaire d’un MBA de la Chicago Booth School of Business.
Il commence sa carrière en 2004 à Paris, en tant qu’analyste en Fusion-acquisition à la compagnie pétrolière Shell. En 2005, il intègre PricewaterhouseCoopers d’abord en tant que manager avant de devenir auditeur financier senior quelques années après. Il intègre en 2012 la banque d’affaires américaine Evercore Partners à New York. Il prend part à des opérations de fusion-acquisition d'entreprises évaluées à plus de 12 milliards de dollars américains au cours de ses activités.
En 2014, Youssouf Fadiga travaille comme conseiller spécial au sein du cabinet du ministre chargé du Budget et du Portefeuille de l’État, puis au cabinet du secrétaire d’État auprès du Premier ministre, chargé du Budget et du Portefeuille de l’État de Côte d'Ivoire. Il rejoint également le conseil d’administration de la Banque nationale d’investissement, et devient le président du comité d’audit. En 2016, il prend la présidence du conseil d'administration d’une filiale de la banque, BNI Finances.
En septembre 2018, il est nommé à la tête de la Banque nationale d’investissement par le président de la république de Côte d'Ivoire, Alassane Dramane Ouattara.
En septembre 2023, il est élu premier adjoint au maire de la ville de Touba, à l'ouest de la Côte d'Ivoire.

## Honneurs et distinctions
- Officier de l’ordre du mérite national ivoirien en 2019[8].
- Commandeur de l’ordre du mérite national de la solidarité[9].
- Les 100 personnalités qui ont fait 2021 (classement du magazine Recor Afrik’ Mag)[10].
- Les 100 personnalités qui transforment l’Afrique (classement du site Financial Afrik)[2].

## Œuvres sociales
Youssouf Fadiga est le président de la fondation Youth and Force actions qui mène plusieurs actions sociales, notamment auprès des plus jeunes et des femmes.